# Carlo II di Borbone-Vendôme
Carlo II di Borbone-Vendôme (Gandelu, 19 agosto 1562 – Abbazia di Saint-Germain-des-Prés, Parigi, 30 luglio 1594) è stato un cardinale e arcivescovo cattolico francese.
Figlio di Luigi I di Borbone-Condé e di Eleonora di Roucy, era nipote del cardinale Carlo I di Borbone-Vendôme, pronipote dei cardinali Luigi di Borbone-Vendôme e Carlo II di Borbone.

## Biografia
Non fu mai ordinato sacerdote. Fu eletto arcivescovo coadiutore dell'arcidiocesi di Rouen con diritto di successione il 1º agosto 1582, pur non avendo ricevuto la consacrazione episcopale. 
Nel concistoro del 12 dicembre 1583 papa Gregorio XIII lo nominò cardinale-diacono, ma non ricevette mai la berretta cardinalizia né gli venne mai assegnato un titolo cardinalizio. Fu tuttavia da allora noto come cardinal de Vendôme.
Fu consigliere del re di Francia Enrico III.
Nel 1586 venne nominato amministratore apostolico della diocesi di Bayeux, carica che mantenne fino al 1590. Nel 1589 fu nominato Abate commendatario di Saint-Denis, carica che tenne fino alla morte.
Durante gli avvenimenti della Lega cattolica di Francia egli scelse, contrariamente ai suoi fratelli, di seguire lo zio, cardinale di Borbone, nella sua azione contro gli ugonotti. Egli si mostrò poco favorevole ai Guisa e secondo lo storico Jacques-Auguste de Thou, sarebbe stato utilizzato da Enrico III per infrangere l'influenza che i Lorena avevano sul vecchio cardinale. Nel 1588 partecipò agli Stati generali di Blois (1588-1589). 
Egli assicurò la direzione del governo, che era rimasta a Tours durante la vacanza del regno dopo la morte di Enrico III di Francia. Egli riconobbe Enrico IV come re e divenne provvisoriamente guardasigilli, prima che il re, che temeva la sua ambizione, non lo revocasse dall'incarico. Alla morte dello zio, arcivescovo di Rouen (9 maggio 1590), il capitolo della cattedrale si rifiutò di riconoscerlo come arcivescovo e venne accettato solo dopo l'assedio della città da parte di Enrico IV.
Da allora egli si propose come candidato al trono di Francia e formò il terzo partito nel quale si riconobbero i numerosi nobili cattolici, scontenti nel vedere che Enrico IV non voleva convertirsi al cattolicesimo. Tuttavia fu proprio l'interesse politico esibito dal cardinale uno dei fattori che spinsero Enrico a convertirsi. Egli cumulò le commende delle abbazie di Saint-Denis, Saint-Germain-des-Prés, Saint-Ouen, Sainte-Catherine du Mont, Notre-Dame d'Ourscamp.
Morì d'idropisia il 30 luglio 1594 e alla sua morte la salma venne inumata nella Certosa di Gaillon.

## Conclavi
Carlo non partecipò a nessuno dei cinque conclavi che si svolsero durante il suo periodo di cardinalato e precisamente:
- conclave del 1585, che elesse papa Sisto V
- conclave del settembre 1590, che elesse papa Urbano VII
- conclave dell'ottobre-dicembre 1590, che elesse papa Gregorio XIV
- conclave del 1592, che elesse papa Clemente VIII

## Ascendenza
|                                       |                                      |                                                | Genitori                                 |  |  | Nonni |  |  | Bisnonni                        |  |  | Trisnonni                            |  |
|                                       |                                      |                                                |                                          |  |  |       |  |  | 8. Francesco di Borbone-Vendôme |  |  | 16. Giovanni VIII di Borbone-Vendôme |  |
|                                       |                                      |                                                |                                          |  |  |       |  |  | 8. Francesco di Borbone-Vendôme |  |  | 16. Giovanni VIII di Borbone-Vendôme |  |
|                                       |                                      | 17. Isabelle de Beauvau                        |                                          |  |  |       |  |  | 8. Francesco di Borbone-Vendôme |  |  |                                      |  |
| 4. Carlo IV di Borbone-Vendôme        |                                      |                                                |                                          |  |  |       |  |  | 8. Francesco di Borbone-Vendôme |  |  |                                      |  |
|                                       |                                      | 9. Maria di Lussemburgo-Saint-Pol              | 18. Pietro II di Lussemburgo-Saint-Pol   |  |  |       |  |  |                                 |  |  |                                      |  |
|                                       |                                      | 9. Maria di Lussemburgo-Saint-Pol              | 18. Pietro II di Lussemburgo-Saint-Pol   |  |  |       |  |  |                                 |  |  |                                      |  |
|                                       |                                      | 9. Maria di Lussemburgo-Saint-Pol              | 19. Margherita di Savoia                 |  |  |       |  |  |                                 |  |  |                                      |  |
| 2. Luigi I di Borbone-Condé           |                                      | 9. Maria di Lussemburgo-Saint-Pol              |                                          |  |  |       |  |  |                                 |  |  |                                      |  |
|                                       |                                      | 10. Renato d'Alençon                           | 20. Giovanni II d'Alençon                |  |  |       |  |  |                                 |  |  |                                      |  |
|                                       |                                      | 10. Renato d'Alençon                           | 20. Giovanni II d'Alençon                |  |  |       |  |  |                                 |  |  |                                      |  |
|                                       |                                      | 10. Renato d'Alençon                           | 21. Maria d'Armagnac                     |  |  |       |  |  |                                 |  |  |                                      |  |
| 5. Francesca d'Alençon                |                                      | 10. Renato d'Alençon                           |                                          |  |  |       |  |  |                                 |  |  |                                      |  |
|                                       |                                      | 11. Margherita di Lorena                       | 22. Federico II di Vaudémont             |  |  |       |  |  |                                 |  |  |                                      |  |
|                                       |                                      | 11. Margherita di Lorena                       | 22. Federico II di Vaudémont             |  |  |       |  |  |                                 |  |  |                                      |  |
|                                       |                                      | 11. Margherita di Lorena                       | 23. Iolanda d'Angiò                      |  |  |       |  |  |                                 |  |  |                                      |  |
| 1. Carlo II di Borbone-Vendôme        |                                      | 11. Margherita di Lorena                       |                                          |  |  |       |  |  |                                 |  |  |                                      |  |
|                                       | 12. Antoine de Roye, signore de Roye | 24. Jean de Roye, signore di Muret             |                                          |  |  |       |  |  |                                 |  |  |                                      |  |
|                                       | 12. Antoine de Roye, signore de Roye | 24. Jean de Roye, signore di Muret             |                                          |  |  |       |  |  |                                 |  |  |                                      |  |
|                                       | 12. Antoine de Roye, signore de Roye | 25. Marguerite du Bois des Querdes             |                                          |  |  |       |  |  |                                 |  |  |                                      |  |
| 6. Charles de Roye, conte di Roucy    | 12. Antoine de Roye, signore de Roye |                                                |                                          |  |  |       |  |  |                                 |  |  |                                      |  |
|                                       |                                      | 13. Catherine de Sarrebruck, contessa di Roucy | 26. Robert de Sarrebruck, conte di Roucy |  |  |       |  |  |                                 |  |  |                                      |  |
|                                       |                                      | 13. Catherine de Sarrebruck, contessa di Roucy | 26. Robert de Sarrebruck, conte di Roucy |  |  |       |  |  |                                 |  |  |                                      |  |
|                                       |                                      | 13. Catherine de Sarrebruck, contessa di Roucy | 27. Marie d'Amboise                      |  |  |       |  |  |                                 |  |  |                                      |  |
| 3. Éléonore de Roucy                  |                                      | 13. Catherine de Sarrebruck, contessa di Roucy |                                          |  |  |       |  |  |                                 |  |  |                                      |  |
|                                       |                                      | 14. Ferry de Mailly, signore di Conti          | 28. Adrien de Mailly, signore di Conti   |  |  |       |  |  |                                 |  |  |                                      |  |
|                                       |                                      | 14. Ferry de Mailly, signore di Conti          | 28. Adrien de Mailly, signore di Conti   |  |  |       |  |  |                                 |  |  |                                      |  |
|                                       |                                      | 14. Ferry de Mailly, signore di Conti          | 29. Jeanne de Glymes                     |  |  |       |  |  |                                 |  |  |                                      |  |
| 7. Madeleine de Maillé, dame di Conti |                                      | 14. Ferry de Mailly, signore di Conti          |                                          |  |  |       |  |  |                                 |  |  |                                      |  |
|                                       |                                      | 15. Louise de Montmorency                      | 30. Guillaume de Montmorency             |  |  |       |  |  |                                 |  |  |                                      |  |
|                                       |                                      | 15. Louise de Montmorency                      | 30. Guillaume de Montmorency             |  |  |       |  |  |                                 |  |  |                                      |  |
|                                       |                                      | 15. Louise de Montmorency                      | 31. Anne Pot, dama de la Rochepot        |  |  |       |  |  |                                 |  |  |                                      |  |
|                                       |                                      | 15. Louise de Montmorency                      |                                          |  |  |       |  |  |                                 |  |  |                                      |  |